# Ignacio Zaragoza (Ixhuatán)
Ignacio Zaragoza es una localidad del estado mexicano de Chiapas. Es parte del municipio de Ixhuatán.

## Toponimia
El nombre de la localidad rinde homenaje a Ignacio Zaragoza, general mexicano destacado por la Batalla de Puebla de 1862.

## Demografía
| Gráfica de evolución demográfica |
|                                  |

| Censo | Población |
| ----- | --------- |
| 1960  | 349       |
| 1970  | 405       |
| 1980  | 513       |
| 1990  | 911       |
| 2000  | 1 180     |
| 2010  | 1 222     |
| 2020  | 1 393     |